# Rolki
Rolki (niem. Rollken) – wieś w Polsce położona w województwie warmińsko-mazurskim, w powiecie piskim, w gminie Biała Piska. W latach 1975–1998 miejscowość administracyjnie należała do województwa suwalskiego.

## Historia
Wieś służebna powstała w ramach kolonizacji Wielkiej Puszczy. Wcześniej był to obszar Galindii. Rolki położone na południe od Płachty, na południowy wschód od wsi Kożuchy i na północny zachód od Gurek, na północ od Danowa. Dawniej wieś ziemiańska, dobra służebne w posiadaniu drobnego rycerstwa (tak zwani wolni), z obowiązkiem służby rycerskiej (zbrojnej).
W XV w. wieś w dokumentach zapisywana jako Rolkoff.
Osada, stanowiąca późniejsze Rolki, wzmiankowana w dokumentach z 1424 r., kiedy to o tereny te starał się Bartosz i Rafał z Pisza, o 70 łanów przy Pauloczinstog (dąbrowa w środkowym biegu rzeki Pauloczinstog dzisiejsza rzeka Konopka). Przy tej rzece leżała inna stara wieś i młyn.
Rolki jako dobra służebne, nadane zostały w 1435 r. przez komtura bałgijskiego Erazma Fishborna, za wiedzą wielkiego mistrza Pawła von Rusdorfa, na prawie chełmińskim, z okresem 10 lat wolnizny od służby zbrojnej i płużnego. Dobra te liczące 64 łany otrzymał niejaki Bartosz, z których 48 położonych było przy strumieniu Paulotzine (rz. Konopka), a 16 łanów nad rzeką Wincentą w jej dolnym biegu. Bartosza zobowiązano do 4 służb lekkozbrojnych. Z późniejszych źródeł wynika, że było to nadanie dla 4 dóbr nad strumykiem Konopka: Pawłocina, sąsiednich Płacht i Rolek przy Kożuchach oraz położonych nieco dalej Konopek, z których każde z czterech dóbr pełniono jedna służbę zbrojną.
W 1519 Rolki wymieniane były w popisie wojskowym.